# 외국 여자
외국 여자(러시아어: Иностранка)는 러시아의 작가 세르게이 도블라토프의 소설이다. 미국에서는 "A Foreign Woman"이라는 제목으로 소개되었다. 소련 밖에서의 삶에 대한 환상으로 미국에 이민 간 마루샤가 문화 이질감, 결혼 등의 사안을 겪어 나가는 이야기다. 러시아 이민자들의 생활을 나타내는 만화경으로, 웃음 속에서 사회주의와 자본주의에 대해 예리하게 비판하고 있다. 국적과 상관없이 이민자들이 가지는 삶과 희망을 보여 준다.
박진감 넘치는 내러티브, 역사적 현실에 기초한 유머와 아이러니는 이 작품을 도블라토프의 대표작으로 만들기에 가히 손색이 없게 한다.

## 배경
≪외국 여자≫에서 “미국에 사는 러시아 여인”을 대표하는 인물이 주인공인 마루샤다. ‘실수로’ 러시아에서 뉴욕의 포레스트 힐스로 이민 왔으며 아이가 있는 이 여인의 실패한 것처럼 보이면서도 성공적인 삶을 소재로 한 작품이다. 마루샤의 실수는, 그녀의 이민 결심이 다른 이민자들처럼 정치적인 이유에서 비롯된 것이 아니라 소련 밖에서의 삶에 대한 환상 때문이었다는 것이다.
마루샤는 이민 오기 전에 세 번 결혼을 했다. 이 작품은 결혼 생활에 실패한 마루샤가 어떻게 라파엘 호세 벨린다 치코릴리오 곤잘레스와 네 번째 결혼을 하게 되었는가의 경위라고 해도 과언이 아니다. 뉴욕에 살고 있는 러시아 이민자들의 삶을 상세하고 리얼하게 그리고 있다. 108번가에 모여 살고 있는 러시아 이민자들이 독특한 개성을 가지고 작품 속에서 빛을 발하고 있다. 이들이 소련에서 전문적인 직업을 가지고 있던 것과 이민 후 뉴욕에서의 모습은 천양지차다. 이들은 미국의 기준으로 하층민의 삶을 살아가지만, 소련에서보다는 경제적으로 더 풍요로운 삶을 살고 있어 아이러니가 생긴다.
≪외국 여자≫는 1985년에 미국 뉴욕에서 집필되고 1986년에 출판되었으며 1991년에 영어로 번역되었다. 도블라토프는 그의 조국 소련에서 출판하기를 그토록 원했지만 단 한 편의 작품도 그럴 수 없었다. 1978년 미국으로 망명을 한 후로 출판을 왕성히 하게 되는데 결과적으로 그가 뉴욕에 살았던 12년 동안 열 권이 넘는 책을 출판했다. ≪외국 여자≫를 같은 해에 출판된 ≪이민 가방≫과 함께 도블라토프의 대표작으로 꼽는 데 주저할 사람은 없을 것이다. 이 작품 역시 도블라토프의 다른 작품과 마찬가지로 작가가 실명으로 작품에 등장함으로써 사실성을 고양해 독자로 하여금 몰입하게 하는 시학적 기능을 하고 있다. 또한 단순하고 명료하며 일상의 대화를 옮겨 놓은 듯한 어조로 한 편의 드라마를 감상하는 것처럼 독자와의 거리를 좁히는 도블라토프 특유의 문체를 고스란히 내포하고 있다. 이 작품으로 도블라토프의 문학 세계를 다시 한 번 엿볼 수 있으며 다른 작품과의 변별적 자질인 러시아인들의 미국 이민 생활을 사실적으로 엿볼 수 있다는 것 또한 간과할 수 없는 지적 유희이다.

## 특징

### 이름
러시아 인명은 고유한 이름, 아버지의 이름에서 파생한 부칭(父稱), 한 가문이 공유하는 성(姓)으로 구성되어 있다. 이름에는 애칭이 여럿 있을 수 있다. 즉 애칭은 아주 절친한 친구 사이나 가족 사이 혹은 부부 사이에서 쓰이는데, 그 관계에 따라 차이가 있다. 한편 이름과 부칭을 같이 쓰면 ‘존경’의 의미가 부여된다. 또 예컨대 군대에서 호명을 하거나 관공서에서 다른 사람과의 혼동을 줄이기 위해서 이름, 부칭, 성을 모두 쓸 때도 있다. 따라서 러시아 문학작품을 읽을 때에도 인명의 이러한 특징을 염두에 두어야 한다. 등장인물들이 어떤 이름으로 부르고 불리는가가 그 인간관계를 짐작하게 하기 때문이다.

### 외래어 사용
도블라토프는 이 작품의 제목 “외국 여자”가 시사하듯이 이국적 정서를 강조하고 있다. 즉 독자들은 외국의 등장인물 이름과 정부 기관명 등에서 생소함과 호기심을 자극하는 이국적 정서를 느낄 수 있는데, 그 기본적인 내러티브 기법은 외래어 사용에 있다. 이러한 기법은 몇 가지 카테고리를 형성하고 있다. 예를 들어 그중 하나가 쉐보레, 올즈모빌, 임팔라 등의 미국산 자동차 이름이다. 또 공간적 배경이 되고 있는 포레스트 힐스, 블로업 레스토랑, 퀸스, 애머스트, 그 밖에 거리 이름 등이다. 그다음에는 일상생활에서 자주 들을 수 있는 보편적인 영어 표현들로 칩스(Chips), 오케이(Okay), 크레이지(Crazy), 택스 디덕터블(Tax Deductable), 앰트랙(Amtrack), 개라지 세일(Garage Sale) 등은 러시아어로 전사(轉寫)되어 사용되고 있다.

### 언어 유희
도블라토프는 이 작품의 말미에서 “러시아 알파벳을 알고 있다는 사실에 신에게 감사한다”라고 했다. 예를 들면 마루샤와 출판가 자레츠키의 대화에서 자레츠키가 “자위(masturbation)”라는 단어를 사용하지만 마루샤는 “월경(menstruation)”으로 알아들음으로써 독자에게 웃음을 자아낼 뿐만 아니라 두 사람의 대화의 차원에 대해 생각하게 한다. 동일한 기법으로 마루샤는 “처녀성 잃기(defloration)”를 “세관 신고서(declaration)”로 알아듣고, “스핑크스(Sphinx)”를 “불결함(stinks)”으로 알아듣는 것이다. 작품 속에서 활용되고 있는 다양한 형태의 시 역시 언어유희의 극치를 보여 준다.